# Висотка (роман Балларда)
«Висотка» (англ. High-Rise) — роман 1975 року британського письменника Джеймса Балларда. Історія описує розпад розкішного багатоповерхового будинку, коли його заможні мешканці поступово занурюються в жорстокий хаос. Як і в попередніх романах Балларда «Аварія» (1973) і «Бетонний острів» (1974), «Висотка» досліджує шляхи, якими сучасні соціальні та технологічні ландшафти можуть змінити людську психіку провокативними й досі не дослідженими способами. Він був адаптований до однойменного фільму в 2015 році режисером Беном Вітлі.

## Сюжет
Після розлучення лікар і викладач медичної школи Роберт Лейнг переїжджає у свою нову квартиру на 25-му поверсі нещодавно добудованого багатоповерхового будинку на околиці Лондона. Цей багатоповерховий будинок надає своїм заможним мешканцям усі зручності та блага, які може запропонувати сучасне життя: супермаркет, банк, ресторан, перукарню, басейни, спортзал, власну школу та швидкісні підйомники. Його найсучасніші зручності дозволяють мешканцям поступово втратити інтерес до зовнішнього світу, забезпечуючи їм житло та безпечне середовище.
Лаінг знайомиться з іншими мешканцями — Шарлоттою Мелвілл, секретаркою, яка живе поверхом вище, та Річардом Вайлдером, режисером-документалістом, що мешкає з родиною на нижніх поверхах будівлі. Життя у багатоповерхівці починає швидко деградувати, оскільки незначні перебої в електропостачанні та дрібні образи між сусідами та мешканцями сусідніх поверхів переростають в оргію насильства. Сутички стають частими в усьому будинку, коли цілі поверхи мешканців намагаються відвоювати ліфти та утримувати їх для себе. Групи збираються, щоб відстояти свої права на басейни, а відвідувачі вечірок нападають на «ворожі поверхи», щоб пограбувати і розгромити їх. Нижній, середній та верхній поверхи будинку поступово розшаровуються на окремі групи.
Мешканці недовго ігнорують соціальні обмеження, відмовляючись від життя за межами будівлі і присвячуючи свій час ескалації насильства всередині; люди звільняються з роботи, а сім'ї назавжди залишаються вдома, втрачаючи будь-яке відчуття часу. Коли зручності висотки руйнуються, а тіла починають накопичуватися, ніхто не думає про те, щоб виїхати чи попередити владу, натомість досліджуючи новоявлені потяги та бажання, породжені розпадом будівлі. Поки Лейнг орієнтується в новому середовищі, Вайлдер ставить собі за мету дістатися 40-го поверху — останнього — і нарешті зустрітися з архітектором будівлі, Ентоні Ройалом.

## Спадщина
Відомо, що «Висотка» є однією з улюблених книг співака Joy Division Ієна Кертіса. Вважається, що книга вплинула на серіал «Доктор Хто» у сюжеті «Райські вежі» 1987 року. Hawkwind використали цю книгу як основу для однойменної пісні на своєму альбомі PXR5 1979 року.
У лекції про Дж. Г. Балларда з Джоном Греєм Вілл Селф представив інтерпретацію режисером Withnail and I Брюсом Робінсоном історії, у якій є «несвідоме, автостоянка будівлі, проникнення в его підкорення суперего в верхня частина будівлі». Тоді він заявив, що Баллард ненавидів би таку інтерпретацію, а Селф натомість віддав перевагу інтерпретації, за якою «ідеї Фрейда крутяться і не можуть об'єднатися», оскільки вони «присвоюються окремими міфоманами, фактично не відображаючи зовнішньої реальності».
Godspeed You! Black Emperor внесли його до свого списку рекомендованої літератури, щоб збігтися з їхньою появою та кураторством All Tomorrow's Party (фестивалю).

## Мистецтво
На обкладинці першого видання роману зображено високий будинок у берлінському районі Гансавіртель, спроектований німецьким архітектором Гансом Швіппертом.

## Екранізація
Понад 30 років британський продюсер Джеремі Томас хотів зняти екранізацію книги. Його майже зняли наприкінці 1970-х років, режисером став Ніколас Роґ за сценарієм Пола Майерсберґа. Пізніші спроби з канадським режисером Вінченцо Наталі, долученим до написання сценарію та режисера, також провалилися до того, як екранізацію нарешті було знято в 2014 році.
Продюсером став Джеремі Томас, режисер Бен Уітлі за сценарієм Емі Джамп і Том Гіддлстон у головній ролі. Світова прем'єра фільму відбулася на Міжнародному кінофестивалі в Торонто 13 вересня 2015 року, а в широкий прокат він вийшов на початку 2016 року.